# 2023-as ConIFA labdarúgó-Európa-bajnokság
A 2023-as ConIFA labdarúgó-Európa-bajnokság lesz a negyedik CONIFA Európa-bajnokság, amelyen olyan európai (mikro)nemzetek, kisebbségek, hontalan népek vagy éppen a világ által el nem ismert államok játszanak egymás ellen, amelyeknek tagfelvételi kérelmét a FIFA, illetve az UEFA elutasította. A tornát Észak-Ciprus rendezi.

## Résztvevők
Összesen 12 csapat részvételét tervezik. 

### Kalapok
| A kalap                                   | B kalap                        | C kalap                              | D kalap                            |
| ----------------------------------------- | ------------------------------ | ------------------------------------ | ---------------------------------- |
| - Észak-Ciprus - Dél-Oszétia - Kárpátalja | - Abházia - Padánia - Cornwall | - Lappföld - Székelyföld - Szardínia | - Szicília - Raetia - Két Szicília |

4 tartalékcsapat van arra az esetre, ha más csapatok visszalépnének a tornától;  Elba,  Yorkshire,  Ticino kanton,  Chameria.

## Menetrend
A 12 csapatot beosztják 4 háromcsapatos csoportba. Innen a csoportelsők és a csoportmásodikak jutnak tovább a negyeddöntőbe.
A négy elődöntős csapat automatikusan ott lesz a 2024-es ConIFA vb-n, az 1–6. helyezett csapat pedig a 2026-os ConIFA Eb-n.